# Plicometria
La plicometria è un metodo di misurazione indiretto e bicompartimentale della composizione corporea, che permette di stimare tramite validate equazioni la densità corporea, la massa magra e la massa grassa. Si effettua mediante uno strumento, chiamato plicometro, che permette di rilevare lo spessore delle pliche sotto-cutanee. Altri parametri antropometrici ricavabili con la plicometria sono il FFMI (Free Fat Mass Index), la CSA (Cross Sectional Area) delle cosce e delle braccia.

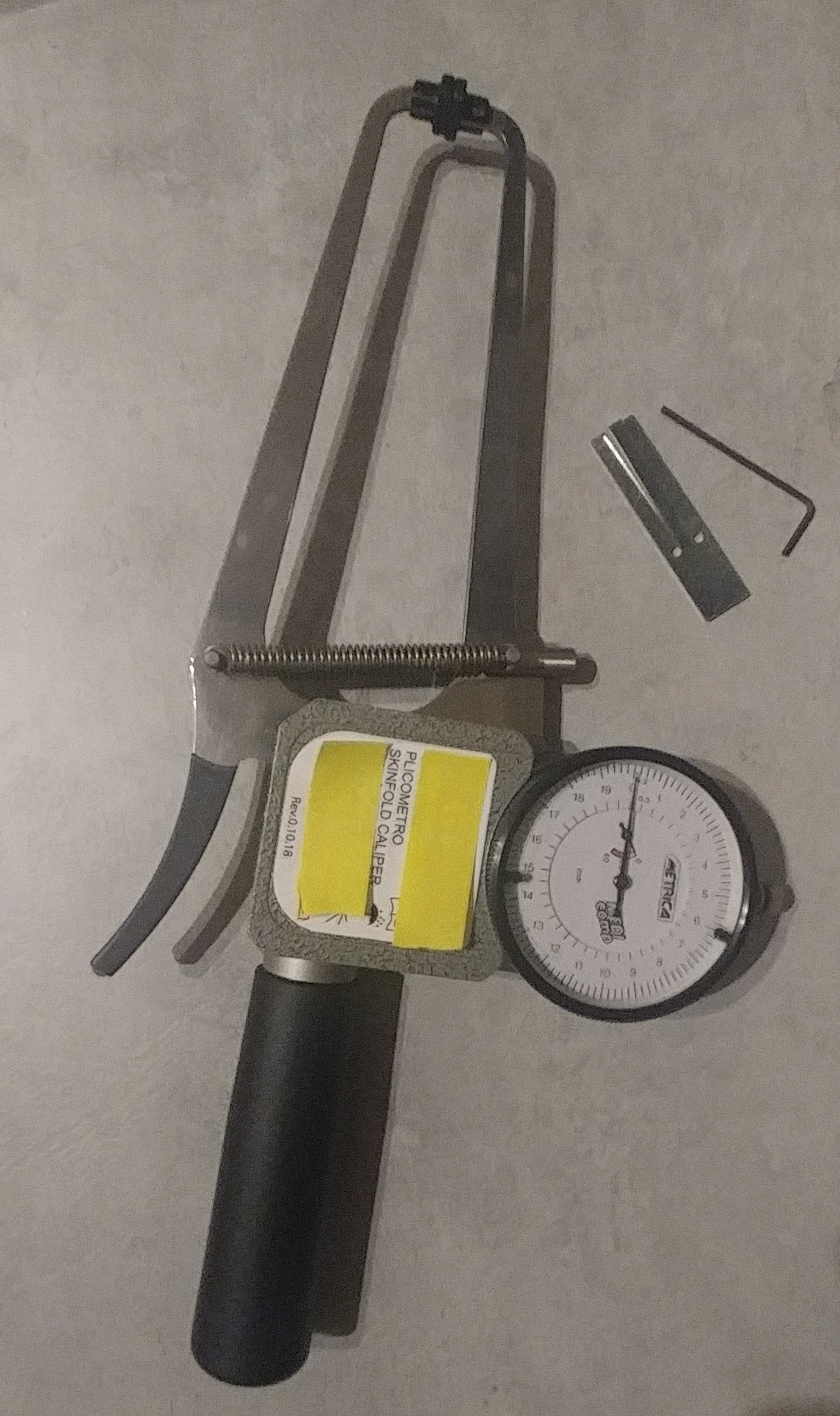
Plicometro professionale.

## Tecnica di misurazione
Si trovano vari plicometri in commercio e i più precisi sono quelli con le molle, che rendono la pressione del calibro costante ad ogni grado di apertura. Prima di iniziare ad effettuare la misurazione è necessario tarare lo strumento.
Esiste un protocollo scientificamente validato per eseguire correttamente l'analisi plicometrica.
La misurazione si effettua prendendo la plica tra pollice ed indice ed applicando lo strumento perpendicolarmente alla cute. L'operatore deve visualizzare il quadrante frontalmente e perpendicolarmente per evitare errori di parallasse. Si effettuano misurazioni su entrambi i lati del corpo, poiché potrebbero esserci delle asimmetrie, e si effettuano tre rilevamenti sullo stesso punto per poi ricavarne una media. I punti di repere devono essere individuati e pinzati secondo gli standard professionali ISAK.

## I punti di repere
Sono state elaborate dagli studiosi e validate scientificamente numerose equazioni che permettono di stimare con accuratezza la densità e la percentuale di grasso corporeo. Durnin-Womersley, Jackson-Pollock and Ramirez-Torun sono tre equazioni molto utilizzate dagli operatori della salute e dello sport e per gli studi scientifici.
A seconda delle equazioni impiegate, per stimare questi parametri occorrerà considerare dai tre ai sette punti di repere. 
Per l'equazione di Jackson and Pollock le pliche cutanee interessate alle misure sono le seguenti sette:
1. tricipitale
2. sottoscapolare
3. sovrailiaca
4. pettorale
5. ascellare
6. addominale
7. quadripicitale

Per altre equazioni i punti di repere talvolta differiscono da quelli sopraelencati.

## Altri strumenti di misura

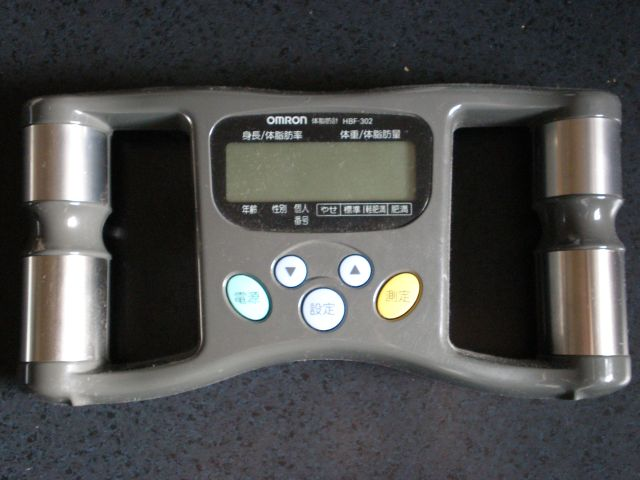
Bioimpedenziometro

La composizione corporea, oltre che essere valutata con la plicometria, può anche essere misurata tramite il bioimpedenziometro, mediante ultrasuoni, idro-densitometria, pletismografia a spostamento d'aria, scansione 3D e con la DXA. 
In seguito a un confronto tra questi metodi di valutazione della composizione corporea, in ambito sportivo la plicometria è risultata essere la tecnica migliore considerando complessivamente le seguenti variabili: grado di affidabilità, velocità di misurazione, bassi costi della strumentazione, facilità di misurazione e alto livello di ripetibilità.